# Reforma (Chiapas)
Reforma é um município do estado de Chiapas, no México.